# Mazeley
Mazeley é uma comuna francesa na região administrativa de Grande Leste, no departamento de Vosges. Estende-se por uma área de 10,39 km². Em 2010 a comuna tinha 268 habitantes (densidade: 25,8 hab./km²).